# The Corsairs
The Corsairs war eine US-amerikanische Gesangsgruppe aus La Grange, North Carolina.

## Geschichte
Die drei Uzzell Brüder und ihr Cousin George Wooten wuchsen gemeinsam auf. Sie sangen bereits in der Schule zusammen und nahmen an diversen Talentwettbewerben unter dem Namen „The Gleems“ teil. Ihr Erfolg hielt sich allerdings in Grenzen, bis sie dann im Sommer 1961 doch von einer Plattenfirma entdeckt und unter Vertrag genommen wurden.
Sie änderten ihren Namen in The Corsairs und hatten gleich mit ihrer ersten Single einen Hit – es sollte der einzige bleiben.

## Diskografie (Singles)
- 1961: Smoky Places / Thinkin’ Tuff
- 1961: It Won’t Be A Sin / Time Waits
- 1962: At The Stroke Of Midnight / Listen To My Little Heart
- 1962: I’ll Take You Home / Sittin’ On Your Doorstep
- 1962: While / Dancing Shadows
- 1963: Stormy / It’s Almost Sunday Morning
- 1963: Save A Little Monkey
- 1965: The Change In You / On The Spanish Side (mit Landy McNeil)